# Lac-Ministuk
Lac-Ministuk est un territoire non organisé situé dans la municipalité régionale de comté du Fjord-du-Saguenay, dans la région administrative du Saguenay-Lac-Saint-Jean, au Québec.

## Histoire
Le territoire non organisé est constitué le 18 février 2002.

## Géographie
Le lac Kénogami délimite le nord-ouest du territoire.
La rivière Pikauba le traverse du sud-ouest vers le nord jusqu'à son embouchure au sud-ouest du lac Kénogami.
La rivière aux Écorses coule de la pointe sud-ouest vers le nord-est jusqu'à sa confluence rive gauche avec la rivière Pikauba.
Les rivières Morin et Sawine coulent vers le nord jusqu'à leur confluence rive droite avec la rivière aux Écorses.
La Petite rivière Pikauba coule vers le nord-est jusqu'à sa confluence rive droite avec la rivière Pikauba.
La rivière Pika coule dans le sud-ouest du territoire vers le nord jusqu'à sa confluence rive gauche avec la Petite rivière Pikauba.
La rivière Cyriac traverse le centre du territoire du sud vers le nord jusqu'à son embouchure au sud-est du la Kénogami.
À partir du lac Richelieu, dans le centre, la rivière Jean-Boivin coule vers le nord jusqu'à sa confluence rive gauche avec la rivière Cyriac.
Les rivières du Moulin et à Mars traversent l'est du territoire du sud vers le nord.
Le bras d'Hamel traverse la limite sud-est vers le nord-est.